# Hymenostomum patulum
Hymenostomum patulum là một loài Rêu trong họ Pottiaceae. Loài này được (C. Knight) Dixon mô tả khoa học đầu tiên năm 1923.